# Sede de la Real Academia Española
La Sede de la Real Academia Española es un edificio con el estatus de Bien de Interés Cultural desde 1998, situado en la calle de Felipe IV, número 4, en Madrid, España. Fue inaugurado el 1 de abril de 1894.

## Descripción
El edificio ha sido descrito como «una obra emblemática en la arquitectura madrileña por su clara inspiración en la arquitectura griega, pero con una interpretación ecléctica». Su arquitecto, el madrileño Miguel Aguado de la Sierra (1842-1896), centró más su carrera en la enseñanza y la teoría de la arquitectura, por lo que su producción arquitectónica fue más bien escasa. Además de esta sede, realizó el Panteón de don Adelardo López de Ayala y el Palacio del Duque de Elduayen.

## Estatus patrimonial
El 27 de febrero de 1998 fue declarado Bien de Interés Cultural, en la categoría de monumento, mediante un decreto publicado el 13 de marzo de ese mismo año en el Boletín Oficial del Estado, con la rúbrica del entonces rey de España, Juan Carlos I de Borbón, y de la ministra de Educación y Cultura, Esperanza Aguirre.